# Dongducheon
Dongducheon (kor. 동두천) ist eine Stadt in der südkoreanischen Provinz Gyeonggi-do. 

## Geografische Lage
Die Stadt liegt in einer bergigen Region Südkoreas zwischen Seoul und der demilitarisierten Zone. Sie hat 98.245 Einwohner. 2014 betrug die Einwohnerzahl 97.424. Der 587 m hohe Berg Soyosan nordöstlich der Stadt ist ein beliebtes Ausflugsziel.

## Geschichte
1981 erhielt Dongducheon den Status einer Stadt (-si). Bürgermeister ist Oh Se-chang (오세창).

## Wirtschaft
Aufgrund der Lage der Stadt zwischen Seoul und der demilitarisierten Zone gibt es in der Stadt eine Reihe von Stützpunkten der United States Forces Korea (Camp Casey, Camp Castle, Camp Hovey, Camp Mobile und Camp Nimble). Die Stützpunkte nehmen 42,47 % des Stadtgebiets ein.

## Kultur
Das jährlich im August stattfindende Dongducheon Rock Festival ist mit über 30.000 Besuchern eines der größten Festivals seiner Art in Südkorea.
In der Stadt gibt es ein Luftfahrtmuseum.

## Bilder

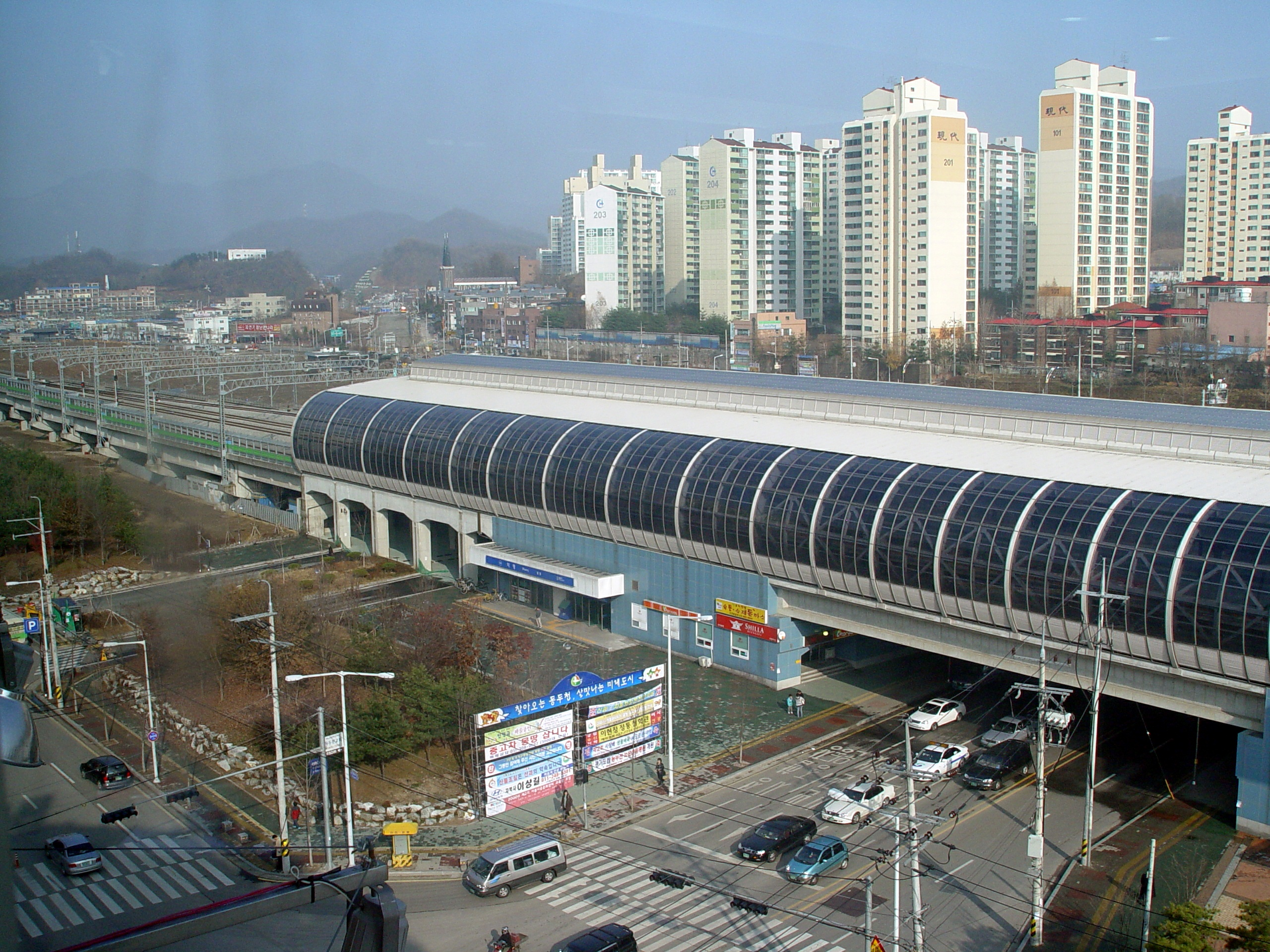
Blick von der Station Jihaeng auf Dongducheon
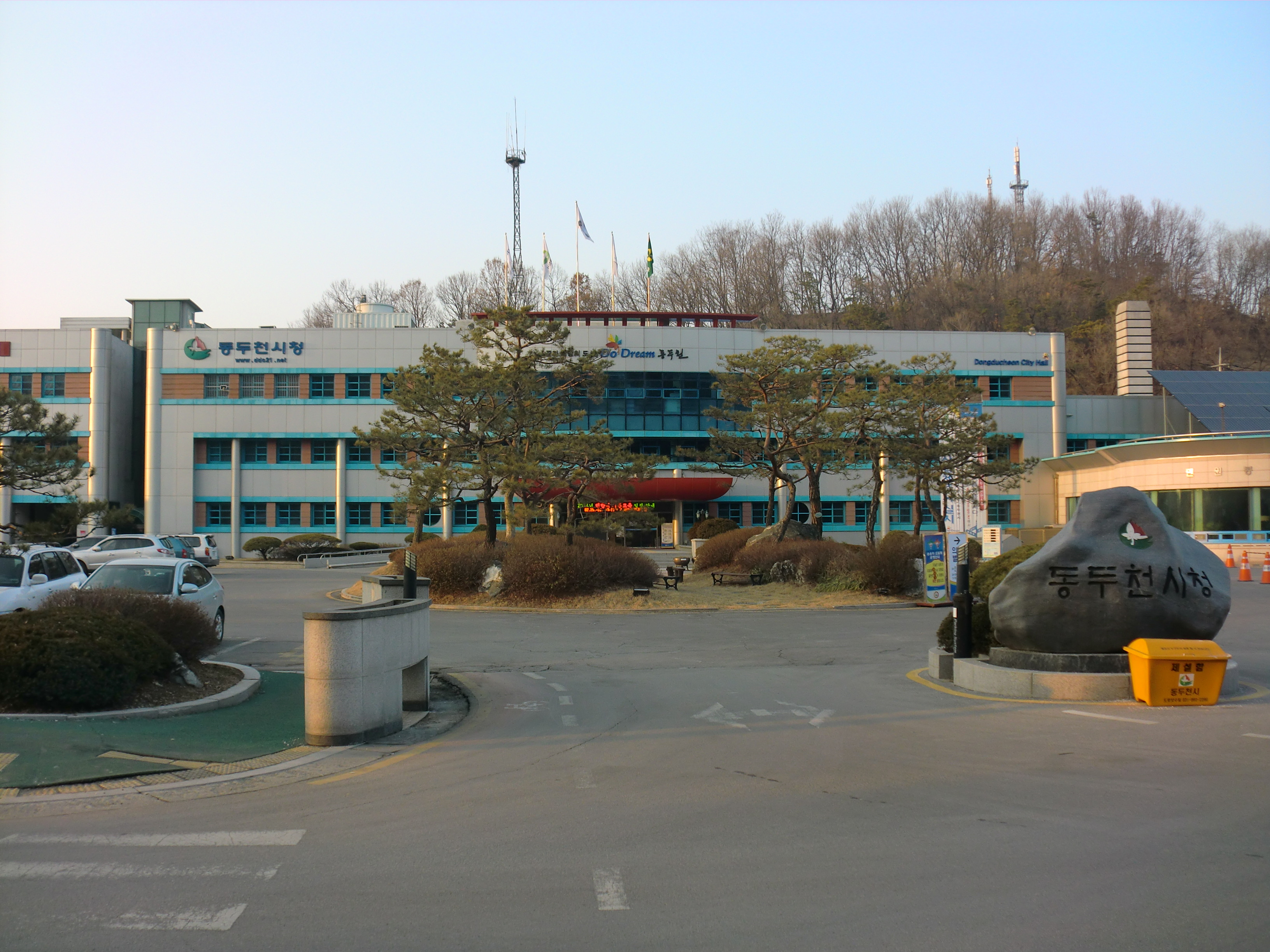
Rathaus von Dongducheon
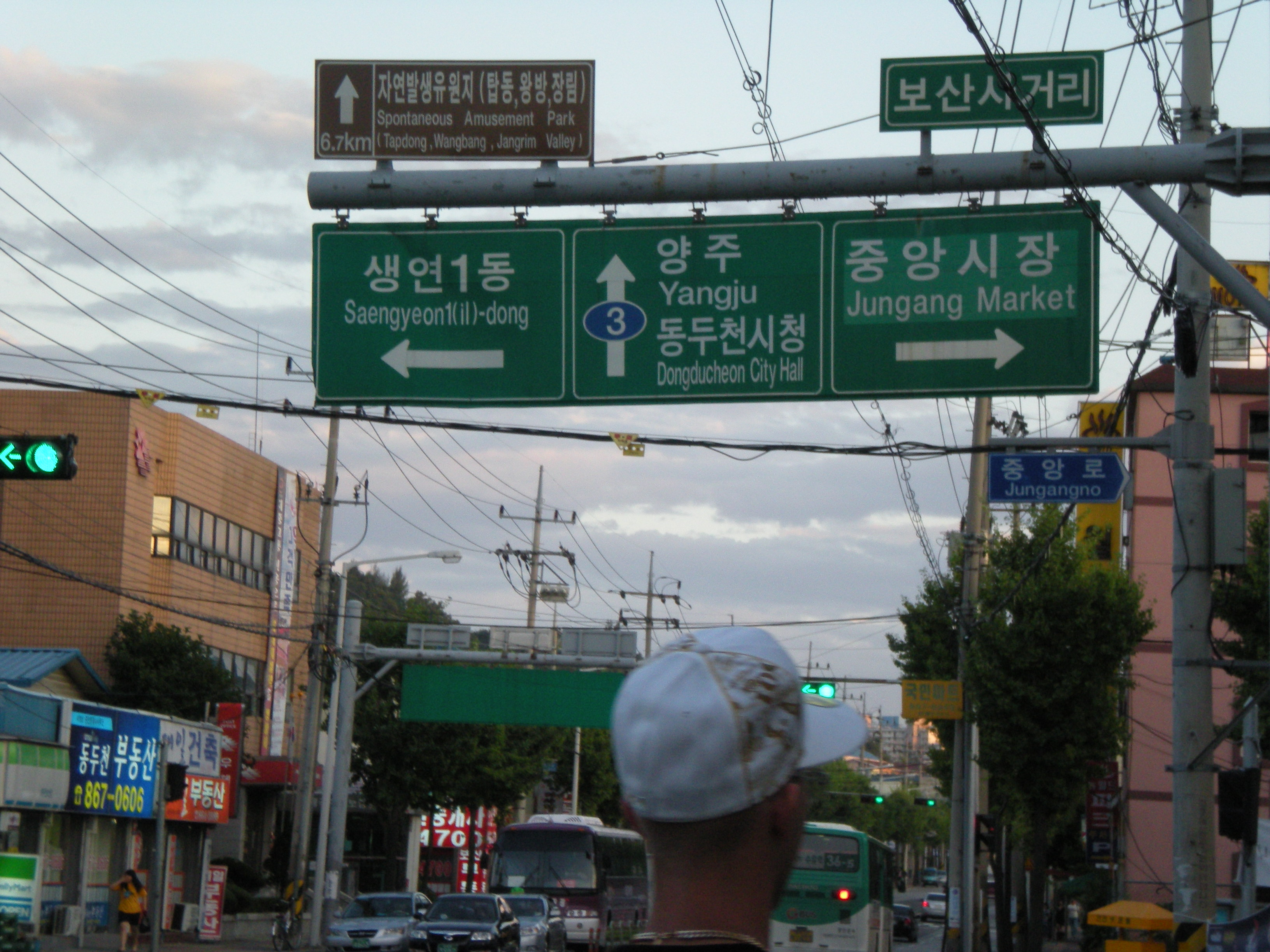
Verkehrskreuzung
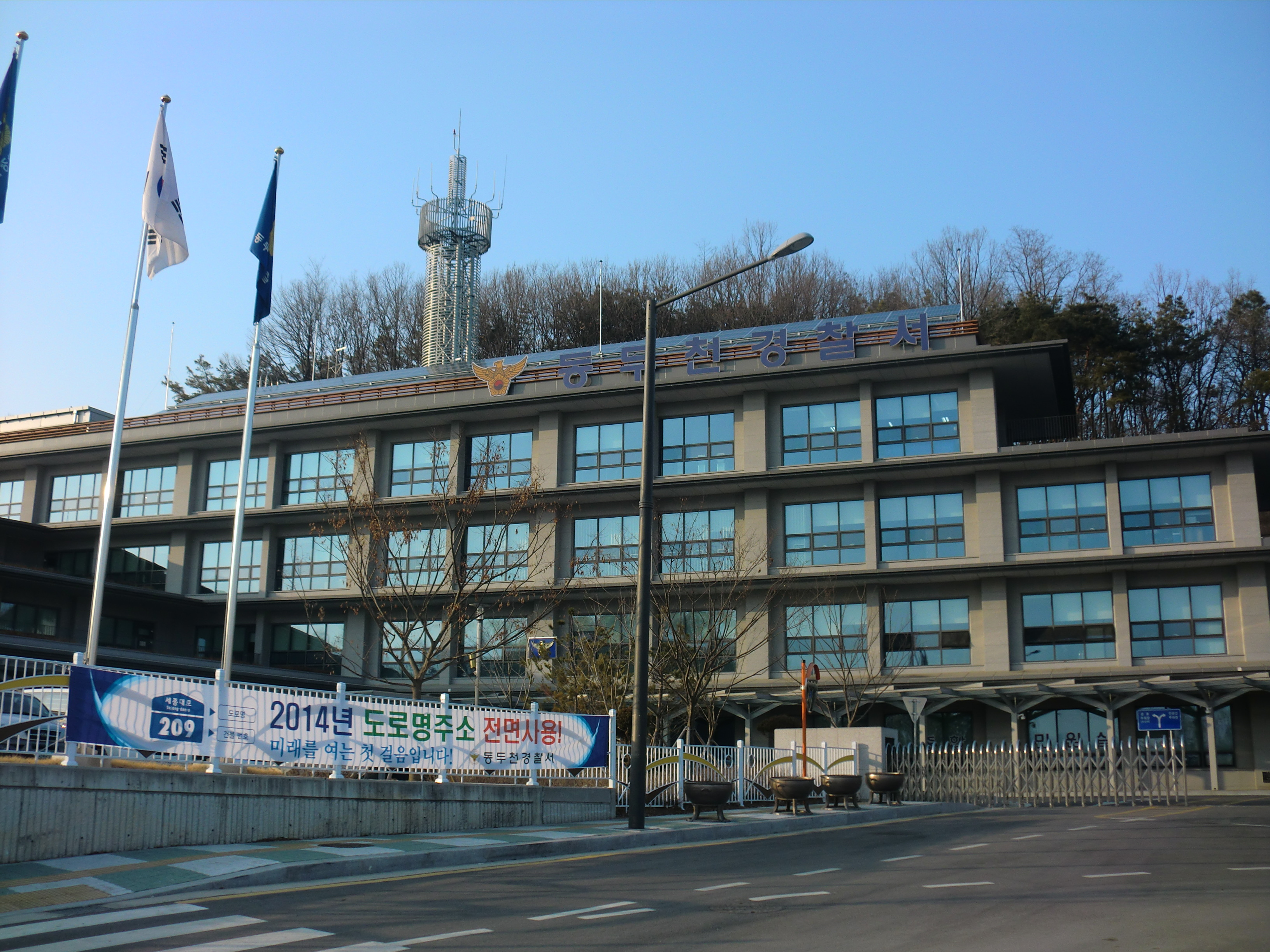
Polizeirevier